# Цирк Гаварні

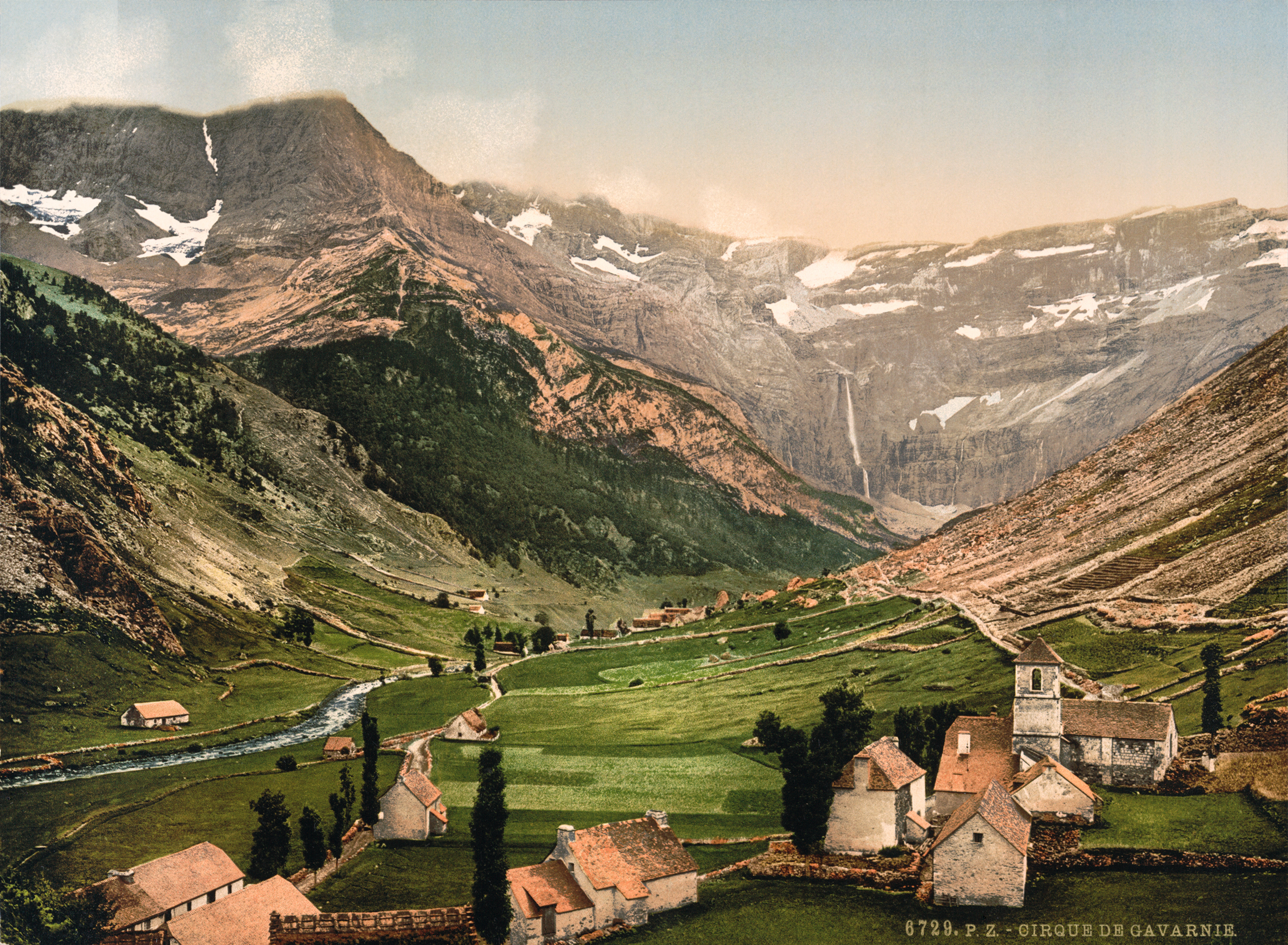
Фотохром цирку Гаварні в 1900 році.

Цирк Гаварні - це льодовиковий кар, що розташований у центральних Піренеях, у південно-західній Франції, на кордоні з Іспанією. Знаходиться в муніципалітеті Гаварні, департаменті Верхні Піренеї та національному парку Пірене. Особливостями цього кару є гірський перевал Бреш-де-Роланд і водоспад Гаварні. Був описаний Віктором Гюго як «природній Колізей» через величезний розмір і форму підкови, що нагадує античний амфітеатр.
Цирк Гаварні включений у Список всесвітньої спадщини ЮНЕСКО. 

## Історія
У десятому столітті, Гаварні — невелике селище де займались скотарством. До 1842 року село поступово розширюється.
Наприкінці вісімнадцятого століття і впродовж дев'ятнадцятого століття, Цирк був предметом численних ботанічних, геологічних і топографічних досліджень, які проводив Луі Рамонд де Карбонньєр.

## Географія
Цирк має ширину 800 метрів (у найглибшій точці) та близько 3000 метрів у висоту. Кам’яні стіни, що оточують кар, знаходяться на висоті 1500 метрів над поверхнею цирку.
Також є декілька проходів та ущелин між вершинами, що утворюють край цирку. Найбільшим є Бреш-де-Роланд, що знаходиться на рівні 2804 метрів над рівнем моря. За легендою, стіни були врізані в гору мечем героя Роланда, небіжа Карла І Великого.
Був сформований у процесі льодовикої ерозії. Унікально великі розміри, можливо, були спричинені процесами льодовикової штриховки, що циклічно повторювалися протягом мільйонів років.

## Водоспади
Навесні, влітку та восени, у цирку витікають води з джерел водоспаду. Найбільшим є Гаварні, другий за висотою водоспад у Європі. Вода спадає з висоти 422 метрів і проходить через безліч водостоків перед тим, як дістатися дна цирку. 
Водоспади Гаварні зливаються в потік Гав-де-Гаварні, який, у свою чергу, утворює річку Гав-де-По, а вона несе свої води по території Франції. З іншого боку — гірські вершини, льодовики, що знаходяться в Іспанії, у заповідній зоні національного парку Аегуес-Тортес.
Поблизу є численні карстові печери, у яких колись жили первісні люди. Стіни багатьох печер прикрашені наскельними малюнками. Відвідати печеру можна як самостійно так і в складі екскурсії.

## Флора й фауна
На верхньому краю цирку Гаварні є велика кількість рідкісних рослин і тварин. Вони охороняються національними парками з боку французької та іспанської влади. У соснових лісах росте лісова лілія. Ломикамінь та інші альпійські квіти ростуть на скалах. Козиці, вид ссавців, схожий на кіз і антилоп, мешкають серед скель.